# Celtis caudata
Celtis caudata är en hampväxtart som beskrevs av Jules Émile Planchon. Celtis caudata ingår i släktet Celtis och familjen hampväxter. Inga underarter finns listade i Catalogue of Life.